# Topònims del municipi de Mur

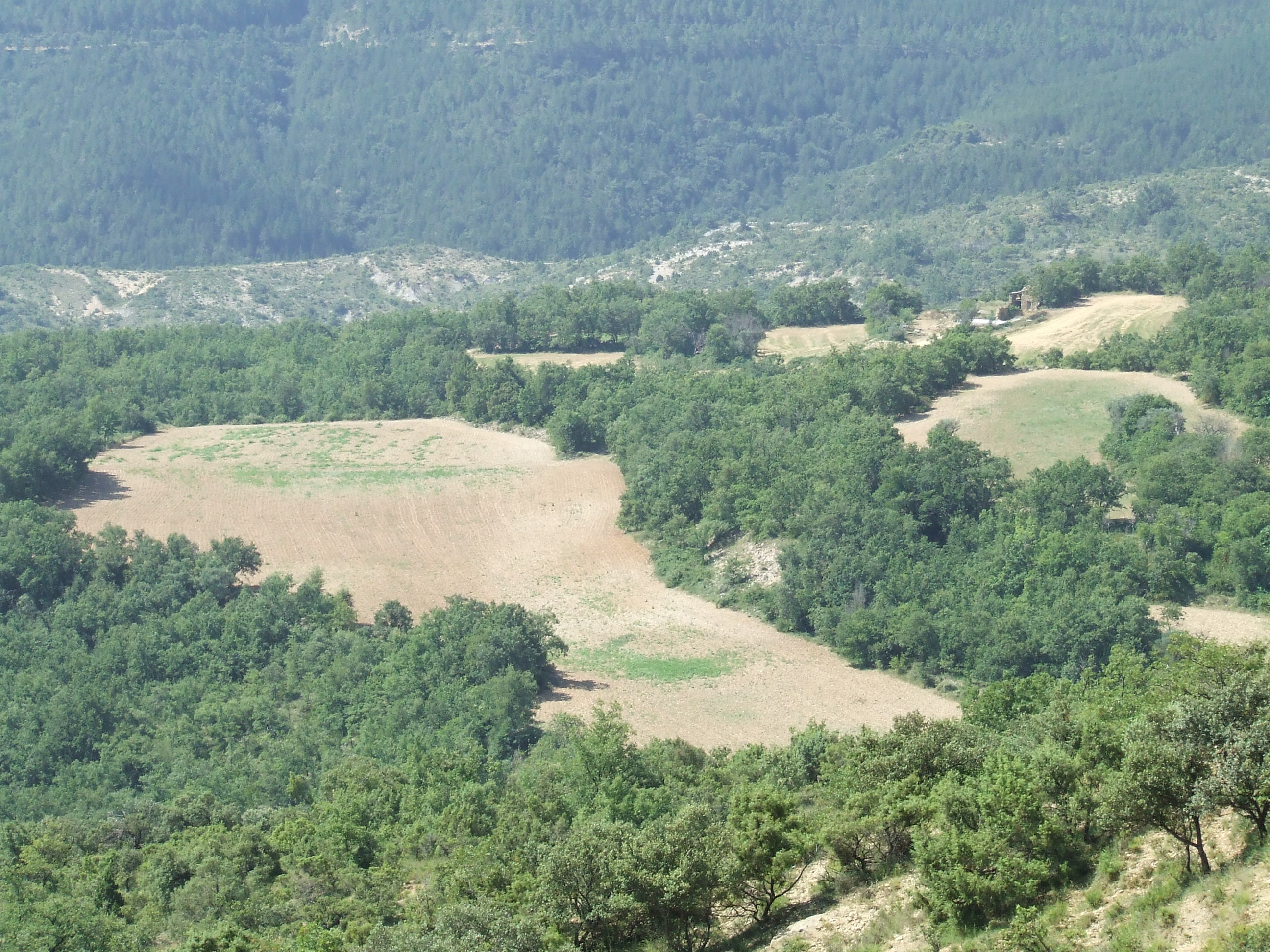
Vinya d'Estorm

Aquesta llista de topònims del municipi de Mur inclou una relació de llocs del municipi extingit de Mur, actualment integrat en el de Castell de Mur, del Pallars Jussà.

## Cabanes
Miravet
- Cabana de Sebastià

## Castells
El Meüll
- Castell del Meüll

Miravet
- Casa forta de Miravet

Mur
- Castell de Mur

Vilamolat de Mur
| - Torre Gasol | - Torre Ginebrell |  |  |

## Corrals
El Meüll
- Corral de la Plana

Miravet
- Corral de Tomeu

Puigmaçana
| - Corral de Cinto | - Corral del Sastre | - Corral del Xic |  |

Vilamolat de Mur
| - Corral de Sant Miquel | - Corral del Seix |  |  |

## Eres
Vilamolat de Mur
- Era de Ferriol

## Esglésies

### Romàniques
Collmorter=
- Sant Miquel de Collmorter

El Meüll
| - Sant Martí del Meüll | - Sant Gregori del Mas d'Eloi |  |  |

Mur
| - Santa Maria de Mur | - Sant Valentí de Mur |  |  |

Puigmaçana
- Sant Fruitós de Claveral

Santa Llúcia de Mur
- Santa Llúcia de Mur

### Desaparegudes
Les Esplugues
- Mare de Déu del Roser de les Esplugues

El Meüll
- Mare de Déu de la Collada

Vilamolat de Mur
| - Sant Gregori de Vilamolat de Mur | - Sant Miquel |  |  |

## Masies (pel que fa als edificis)
Collmorter
| - Cal Franxo | - Cal Soldat |  |  |

Les Esplugues
| - Casa Feliçó | - Casa Sebastià |  |  |

El Meüll
| - Casa Auberola - Masia del Castell - Mas de Condó | - Casa del Coscó - Casa Cumons - Mas d'Eloi | - Mas de Falset - Casa Farmicó - Mas de l'Hereu | - Casa la Rosa - Casa Sallamana - Sellamana |

Miravet
| - Cal Benet | - La Grisa |  |  |

Puigmaçana
| - Masia de Claveral | - Masia del Xic |  |  |

Santa Llúcia de Mur
| - Cal Pinell | - Cal Sebastià i Teresó | - Casa Gavarrell |  |

Vilamolat de Mur
| - Casa Ginebrell | - Casa Josep |  |  |

## Preses
Vilamolat de Mur
- Presa de Sant Gregori

## Geografia

### Boscs
El Meüll
- La Rebollera

Mur
- Alzinar de Mur

Santa Llúcia de Mur
- Roureres de Roca

Vilamolat de Mur
- Roureda de Josep

### Camps de conreu
Collmorter
| - La Colomina | - Les Cornelles | - Tros de Gassó |  |

El Meüll
| - Les Borrelles de Dellà - Les Borrelles de Deçà - Carboner | - Trossos del Castell - Los Trossos de Condó - Trossos de Falset | - Tros de Farmicó - Les Feixes - Censada de Sellamana | - Tros de Sellamana - Los Trossos |

Miravet
| - Tros de la Collada | - Tros del Pere | - Pla del Roure | - Horts de Miravet |

Mur
| - Les Comelles | - Cordillans | - Vinya d'Urbà |  |

Puigmaçana
| - Tros de Calçó - Tros del Cinto - Claveral - Lo Corral de Cinto | - Planell del Fenàs - Plana Gran - Ço de Jofré - Lloriguer | - Vinya de Marió - Paredades - Planell dels Roures - Plans de Puigmaçana | - Sort del Sastre - Horts del Torrent - Vinya del Xic - Vinya Vella del Xic |

Santa Llúcia de Mur
| - Los Avalls - Lo Camp - Canissera - Ço de Canja | - Tros de Casa - Les Esplugues - Vinya d'Estorm - Planta de Grabiel | - La Moixa de Gavarrell - La Plana - La Planta - Les Plantes | - Purredons - Els RengarsRengar ve de reng (renglera), i és un genèric per a designar camps d'oliveres o d'altres arbres fruiters disposats tradicionalment en rengleres. - La Rutgera - Hort de Toniquet |

Vilamolat de Mur
| - Cantamoixons - Caps de la Vinya de Miret - Ginebrell - Vinya Gran - Bancalada de Josep - Mallols de Josep - Planta de Josep | - Planells de Josep - Vinya de Miret - Los Pous de Miret - Sort de Nadal - Ço del Nin - L'Hort Nou - Boïgues de Petit | - Vinya de Petit - Les Planes - Tros de Riu - Horts de Rius - Vinya de Rius - Els Olivers del Romeral - Hort del Romeral | - Tros de Sant Gregori - Sant Miquel - Boïga de Sant Miquel - Hort del Sastre - Los Seixos - Vinya del Serrat - La Vinyeta |

### Cavitats subterrànies
Vilamolat de Mur
- Cova de la Quadra

### Cingleres
Les Esplugues
- Cinglo de les Esplugues

El Meüll
- Cingle de la Serra

Miravet
- Cinglo de la Censada

Mur
- Cingle del Solà

Santa Llúcia de Mur
- Cingle de Cossialls

### Clots
Les Esplugues
- Patacolls

Puigmaçana
| - Clot de la Masia del Xic | - Clot de Nartal |  |  |

Santa Llúcia de Mur
| - Clot de la Llobera | - Clot de Roca |  |  |

Vilamolat de Mur
| - Clot de l'Abeller | - Clot del Ferrer | - La Quadra | - Clot del Roure |

### Collades
Vilamolat de Mur
- Collada de Rius

### Corrents d'aigua
Collmorter
| - Barranc de les Calcilles - Llau de les Calcilles | - Barranc del Doratori - Barranc de Font Truïda | - Barranc dels Masos d'Urbà | - Barranc del Prat de la Font de Roca |

Les Esplugues
- Barranc de Canissera

El Meüll
| - Llau de les Bancalades - Lo Barranquill - Barranc del Comunalet | - Barranc del Coscó - Barranc d'Eloi - Barranc Gros | - Barranc de Francisquet - Barranc de la Marieta - Barranc del Meüll | - Barranc de la Plana, de Farmicó - Barranc de la Plana, del Meüll |

Miravet
| - Barranc de Carboners | - Barranc de la Censada | - Llau de Farmicó |  |

Puigmaçana
| - Barranc del Coscollar - Barranc de l'Espona | - Llau de Josepet | - Barranc de Lloriguer | - Barranc de la Torrentera |

Santa Llúcia de Mur
| - Barranc del Cantilar | - Llau de la Carrerada |  |  |

Vilamolat de Mur
| - Llau del Boix - Barranc de les Borrelles - Carant de les Bruixes - Llau del Clot del Roure - Barranc de Cordillans - Carant del Duc - Llau de les Encortades | - Llau de Ferriol - Barranc de la Font de Borrell - Barranc de l'Hort Nou - Llau de Llució - Llau dels Mallols, de Vilamolat de Mur - Llau dels Mallols, de Puigverd - Llau de Nofret | - Llau del Rengat - Barranc de Rius - Barranc de la Roca Plana - Llau del Romeral - Barranc del Ruc - Carant de la Ruixent - Barranc de Salze | - Barranc de Sant Gregori - Llau de Sant Miquel - Llau de la Solana - Llau del Toll - Lo Torrentill - Llau de la Vinya del Serrat - Llau de la Vinyeta |

### Costes
El Meüll
- Costa del Rei

Santa Llúcia de Mur
- Costes de Toniquet

Vilamolat de Mur
| - Costes del Barranc del Ruc | - La Costa | - Costa de Mur |  |

### Diversos
Collmorter
| - Les Ribes, a Collmorter | - El Tornall |  |  |

El Meüll
| - L'Arbul del Llop - Les Artigues - L'Auberola - Les Alzines - Les Barranques | - Cabicerans - Censada - Lo Comunalet - Lo Coscó | - Los Cumons - Lo Ginebrell - Forat Negre - Lo Perrot | - Els Pous - Els Prats - Sellamana - Les Tres Creus |

Miravet
| - La Censada | - Roca de la Quadra | - La Teulera de la Censada |  |

Mur
| - Los Masos | - Les Ribes, a Mur | - Los Trullols |  |

Puigmaçana
- El Coscollar

Santa Llúcia de Mur
| - Les Gargalles | - La Llobera |  |  |

Vilamolat de Mur
| - Lo Carant del Duc - Les Encortades | - Alzina del Magí - L'Arner de Petit | - Lo Tancat Nou - Los Tarterons | - La Font Vella |

### Entitats de població
| - Collmorter - Les Esplugues | - El Meüll - Miravet | - Puigmaçana - Santa Llúcia de Mur | - Vilamolat de Mur |

### Masies (pel que fa al territori)
Collmorter
| - Cal Franxo | - Cal Soldat |  |  |

Les Esplugues
| - Casa Feliçó | - Casa Sebastià |  |  |

El Meüll
| - Casa Auberola - Masia del Castell - Mas de Condó | - Casa del Coscó - Casa Cumons - Mas d'Eloi | - Mas de Falset - Casa Farmicó - Mas de l'Hereu | - Casa la Rosa - Casa Sallamana - Sellamana |

Miravet
| - Cal Benet | - La Grisa |  |  |

Puigmaçana
| - Masia de Claveral | - Masia del Xic |  |  |

Santa Llúcia de Mur
| - Cal Pinell | - Cal Sebastià i Teresó | - Casa Gavarrell |  |

Vilamolat de Mur
| - Casa Ginebrell | - Casa Josep |  |  |

### Muntanyes
Collmorter
- Serrat del Pui

El Meüll
- Tossal de les Barranques

Miravet
- Les Mosques

Vilamolat de Mur
| - Tossal Gros | - Los Tossalets |  |  |

### Obagues
El Meüll
| - Obaga del Barranc - Obaga del Coscó | - Obagueta de Falset - Obac de Ferriol | - L'Obaguet, del Meüll | - L'Obagueta |

Miravet
| - Obac de Farmicó | - Obac de Miravet |  |  |

Mur
| - Obac de Mur | - L'Obac | - Obaga de la Font de Mur | - Obac del Pui |

Puigmaçana
- Obac del Barranc de l'Espona

Vilamolat de Mur
| - L'Obaguet, de Vilamolat de Mur | - Obac del Sastre |  |  |

### Planes
El Meüll
| - Lo Camp - La Plana | - Lo Planell | - Els Plans | - Planell de Sallamana |

Miravet
- Pla del Roure

Mur
- Planell de les Encortades

Puigmaçana
| - Planell del Fenàs | - Plana Gran | - Plans de Puigmaçana | - Planell dels Roures |

Santa Llúcia de Mur
| - Pla de la Creu | - La Plana | - Els Rengars |  |

Vilamolat de Mur
| - Planells de Josep | - Planell de Petit | - Les Planes | - Plana del Roquero |

### Pous
Puigmaçana
| - Pou del Sastre | - Pou del Tros del Cinto | - Pou del Xic |  |

Vilamolat de Mur
- Pou de Petit

### Serres
El Meüll
| - Serra d'Arbul - Serrat de les Bancalades | - Serra de Carboner - Serra del Castell | - La Cornassa - Serra del Coscó | - Serra del Meüll - Lo Serrat |

Mur
- La Serreta

Puigmaçana
| - Serrat de Cabicerans | - Serra de Cinto |  |  |

Vilamolat de Mur
| - Serrat Rodó - Serrat de la Comassa | - Serrat del Magí - Serrat del Nenot | - Serrat del Puit - Serrat de Purredó | - Serrat de la Solana - Serrat de la Vinyeta |

### Solanes
Les Esplugues
- Solà de les Esplugues
- Solà de Roca

El Meüll
- Solana de Cordillans

Miravet
- Solà de Miravet

Mur
| - Solana de la Cornassa | - Solà de Mur | - Lo Solà |  |

Puigmaçana
- Solana de Corrals

Santa Llúcia de Mur
- Les Solanes

Vilamolat de Mur
| - Solana de Fontana - Solana de Josep | - Solana de Nadal | - Solà de la Roca | - La Solaneta |

### Vedats
El Meüll
| - Vedat de Batllevell | - Vedat de Farmicó |  |  |

Miravet
- Vedat de la Grisa

Santa Llúcia de Mur
- Vedat de Casa de Caps

Vilamolat de Mur
| - Vedat de Petit | - Vedat de la Solana |  |  |

### Vies de comunicació
Les Esplugues
| - Camí de les Esplugues | - Carretera LV-9124 |  |  |

El Meüll
| - Camí de l'Auberola - Camí de Cabicerans - Camí de la Censada - Camí de Castellnou, per Casa Auberola - Camí de Castellnou, des del Meüll | - Camí del Coscó - Camí de Farmicó - Camí del Mas de Condó - Camí del Mas de l'Hereu | - Camí del Mas de Falset - Camí dels Masos - Camí del Meüll - Camí de Purredó | - Camí de Sellamana - Camí de la Serra - Camí de la Serra d'Estorm - Camí de Tremp a Alsamora |

Miravet i Mur
- Camí de Miravet

Mur
| - Camí de Puigcercós | - Camí de Torrenta |  |  |

Mur i Puigmaçana
- Camí de Mur, des de Puigcercós

Mur i Vilamolat de Mur
- Camí de Vilamolat de Mur, des del castell de Mur

Puigmaçana
| - Camí de la Masia de Claveral | - Camí de Puigmaçana |  |  |

Santa Llúcia de Mur
| - Camí dels Avalls - Camí de Mur, des de Santa Llúcia de Mur | - Camí de la Plana | - Camí de Purredons | - Carretera de Santa Llúcia de Mur |

Vilamolat de Mur
| - Camí de Casa Josep - Camí de Fórnols | - Camí de les Planes - Camí de la Sort | - Camí de Vilamolat de Mur, des de Puigverd | - Camí de les Vinyes |

|  |  |  |